# آلة الشحذ

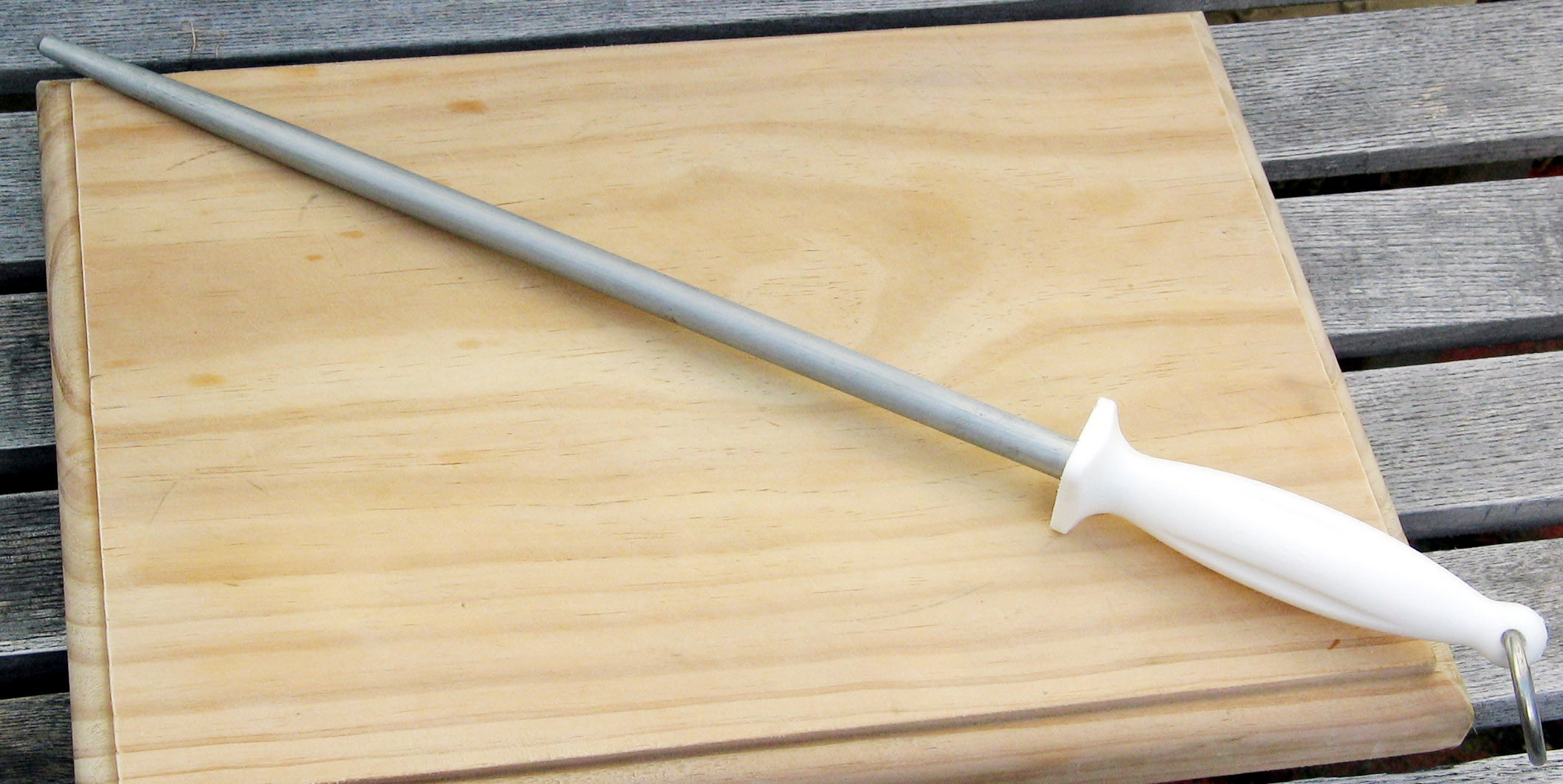
آلةُ الشَحذ فوق لوح تقطيع

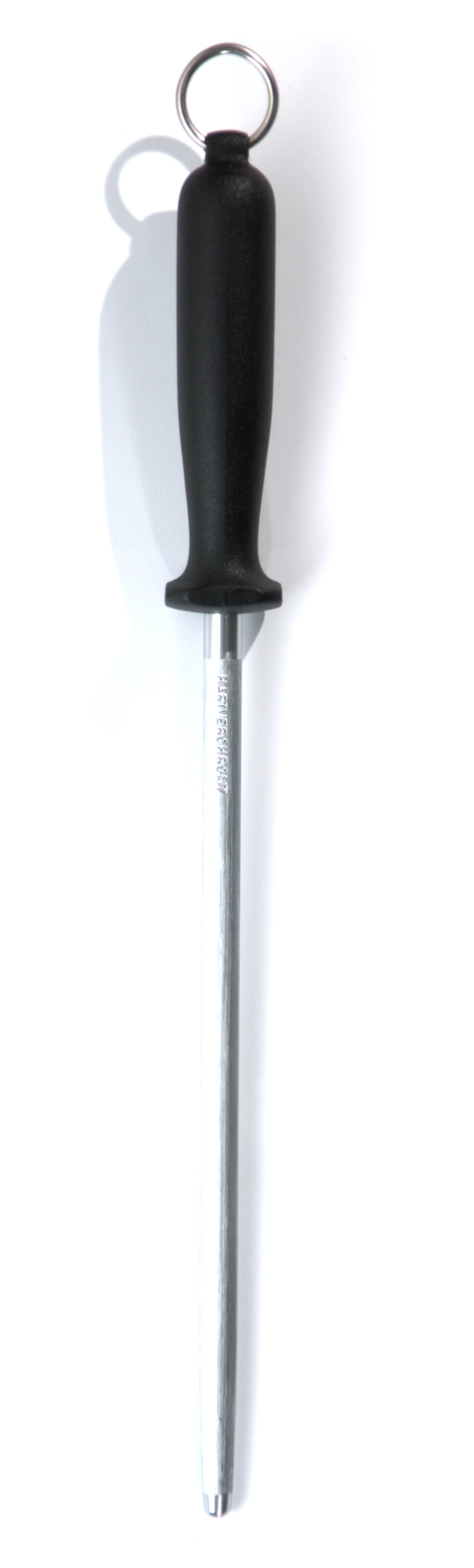
قضيب الشحذ

آلةُ الشَحذ (بالإنجليزية: Burnishing metal) أحيانًا يُشار إليها بِاسمِ آلة التَحْديد أو عَصَا الشَحذ أو قَضِيب الشَحذ أو فُولاذ الجَزار أو فُولاذ الطاهي، وهي قَضيب مِن الفُولاذ، الخزف أو الفُولاذ المَطلي بالماسِ تُستخدم لمُحاذاة حَواف الشَفرات. وهي مُسطحة، بيضاوية أو مُستديرة في المقطع العرضي ويَصل طُولها إلى قدم واحدة «30 سم». آلات الشَحذ المَصنُوعة مِن الفُولاذ أو الخزف قَد يَكون بِها حَواف طولية، إما المَصْنوعة مِن الفُولاذ المَطلي بالماسِ فتَكون سِلسة ولكن تَتضمن جُزيئات مِن المَاس الكَاشِطة.
تم تسمِيَتها بآلة ««الشَحذ» أو «التَحديد»» هوَ غَالبًا خَطَأ في التَسمِية، لأن «آلة الشَحذ» التَقليدية لا تشحذ ولا تُحدِد الشَفرة. بدلًا مِن ذَلك، فعملها هو مُحاذاة الشِفرة المُلتوية عوضًا عن إِزالة المَعدن مِن على الطرفِ. مصطلح «شَحذ» مُرتَبط بالصيانةِ البسيطةِ المُنفذةِ على الشفرةِ بدونِ مَجهودٍ ودقةٍ وتَرتبط عَادًة بالتحديدِ، إذًا فإسمِ «شحذ» هو اسم مُستعار. ففي عامِ 1980 أصبَحت كَشط الخزف مشهورة بشكلٍ مُتزايد وأثبتت أنها طَريقة مُكافِئة، إن لم تَكن أفضل، لتَحقيق نفس مُهمات الصِيانة اليَومية؛ أستَبدلَ المُصنِعون الفُولاذ ب «فولاذِ تَحديد» مِن الخزف والذي كان في الواقع آلاتِ شحذٍ. «ولاحقًا صنعوا الكشط الماسية».

## الاستخدام
تُستخدم آلاتُ الشَحذ عن طَريق وضعِ الطرفِ القريب من الشفرةِ بِخفة أمام قاعدة الآلة، ثم تُحرك الشفرة بعيدًا على حذا الآلة أثناء تَحريكها لأعلى ولأسفل – وتتحرك الشِفرة بشكلٍ انحرافي، في أثناءِ ما تَظل الآلة ثابتة. يَجِب أن يُقام هذا مع إمساك الشِفرة بزاوية مُقارنة بالآلةِ، عادةً عندَ زاوية 20°، وتكرار ذلك على الجانبِ الآخر على نفسِ الزاوية. يَجب تِكرار ذَلك مِن خَمسة إلى عَشرة مرات على الزاويةِ الواحدةِ.
الكسو بالفولاذ
يُنصح دائمًا بالشحذِ قبل أو بعد استخدام السِكين مباشرًة ويُمكن القيام بذلك يوميًا. على نقيض ذلك، فإن السكاكين تَحتاج أَن تُشَحَذ في أحيانٍ قليلةٍ. آلة الشَحذ السِلسة التقليدية لا فائدة مِنها إذا لم يَكن طَرفُها حادًا، لأنَها لا تزيل أي مَواد، بل إنها تُصلح التشوهات على طرفِ الشِفرة الحادة، والذي يُعرف فنيًا باسم الصقل. كان هُناك تساؤلات لوقتٍ طويلٍ حول كفاءة الكسو بالفولاذِ «إعادة محاذاة الأطراف» مُقارنة بالشَحذ «إزالة التشوهات بالكشط»؛ تَميل الدِراسات لتأييد استخدام الكشط للصيانةِ اليوميةِ، خاصًة مع الفولاذِ المُقاوم للصدأ الذي يحتوي على نسبةٍ كبيرةٍ من الكاربيد «مثل سي-بي-أم أس-30-في، الذي «يتمزق» عندما يَكسى بالفولاذِ عِوضًا عن إعادة تَشكيل طَرفُه»

## الاستِخْدَامات الشَائعة
اسْتَخدمت آلات الشَحذ تقليديًا في الغربِ، خاصًة في حالاتِ الاستخدام الثقيل «مثل الجِزارة، حيثُ تَتَشوه الشَفرة بسبب الارتطام القَوي بالعظام». وهذه الحَالات قادت إتجاه الغرب نَحو استِخدام شفرات بمستوىٍ أقل من الصلابةِ «مما يُقلل الهشاشة». في شَرقِ آسيا، خاصة في اليابان، يُفضل استخدام سكاكين أكثر صَلابة، حتى لا يُوجد حَاجة للشَحذ في خلالِ اليوم، حيثُ لا تَتشوه الشَفرة كثيرًا. بل إِن الشفرة تُشحذ وقت الحاجة على حجرِ الشحذ. بينما حافظت التقاليد الغَربية على مُمارسة الشحذِ في المطابخِ الغربية، إلا أَن مُعظم آلات الشَحذ التي تُباع أصبحت مَكشَطة وليست سِلسة، وأصبحت السَكاكين أصلب ومَصنوعة غالبًا مِن الفُولاذ المُقاوم للصدأ، والذي لا يستجيب لطُرقِ الشحذ التقليدية ولا للأدواتِ الفولاذية التي تَحتوي علي نِسبةٍ كبيرةٍ مِن الكَربون ونسبةٍ قليلةٍ مِن السَبائِك المَعدنية.